# عقد 280
عقد 280 هو عقد امتد بين 1 يناير 280 و31 ديسمبر 289 بحسب التقويم الميلادي. سبقه عقد 270 ولحقه عقد 290.

## مواليد
- كاترين الإسكندرانية (287)
- القديسة لوسي (283)
- أركاديوس الموريطاني (284)
- مارمينا (285)

## وفيات
- مكسيموس (282)
- سيباستيان (287)
- ماركوس أوريليوس كاروس (283)
- تيموثاوس و مورا (283)
- إيوتشيان (283)
- إليان الحمصي (284)
- القديس موريس (287)

## كتب
- Yves Denis Papin (1998). Chronologie de l'histoire ancienne. Lieu de publication non identifié: Éditions Jean-paul Gisserot. ISBN:2-87747-346-5. OCLC:40746926. مؤرشف من الأصل في 2022-03-16.
- موسوعة حضارة العالم (2002) لأحمد محمد عوف.

## روابط خارجية
- تصفح سنة بسنة عقد 280 على موقع onthisday.com
- تصفح سنة بسنة عقد 280 ابتداءً من سنة عقد 280 على موقع المكتبة الوطنية الفرنسية